# غونثر روث
غونثر روث (بالإنجليزية: Guenther Roth)‏ هو أستاذ جامعي أمريكي، ولد في 12 يناير 1931 في Wolfskehlen ‏ في ألمانيا، وتوفي في 18 مايو 2019.